# Solivomer arenidens
Solivomer arenidens es un neoscopélido que habita en Filipinas. Esta especie marina puede sumergirse a 1413 metros (4636 pies) de profundidad.
Fue reconocida por Robert Rush Miller en 1947.